# Arte secuencial
El arte secuencial se refiere a la forma de arte de la utilización de una sucesión de imágenes desplegadas en secuencia a la narración gráfica o transmitir información. El ejemplo más conocido del arte secuencial es el cómic, que son un acuerdo de impresos de arte y globos, especialmente en las tiras cómicas y novelas gráficas.
El término es raramente aplicado a otros medios como el cine o la animación. De estos tres, el guion gráfico sería el mejor ejemplo de arte secuencial, sin embargo. Scott McCloud también toma nota de que el rollo de película, antes de que se está proyectando, sin duda podría considerarse como un cómic muy lento.

## Escultura secuencial

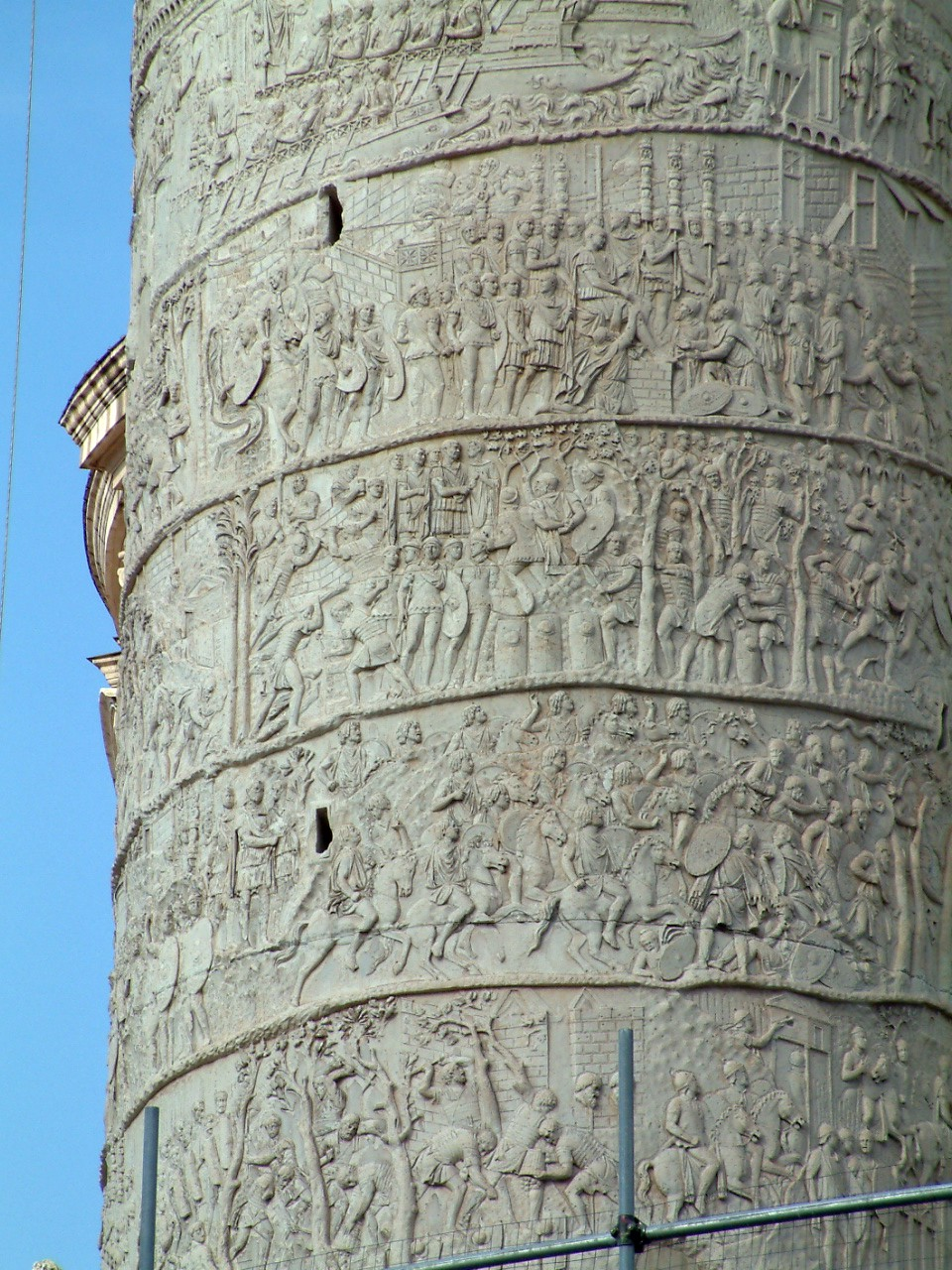
representaciones secuencial en la columna Trajana

Los artistas solían utilizar frisos y vasos como medios para contar historias, como en la columna Trajana construida en 113 d. C., es un sobreviviente de los primeros ejemplos de un relato contado a través de la utilización de imágenes secuenciales. 